# Adreça física

Diagrama de relació entre els espais d'adreces virtuals i físics.

En informàtica, una adreça física (també adreça real, o adreça binària), és una adreça de memòria que es representa en forma d'un nombre binari al circuit del bus d'adreces per tal de permetre que el bus de dades accedeixi a una cel·la d'emmagatzematge particular de la xarxa principal de la memòria, o un registre del dispositiu d'E/S assignat a memòria.

## Ús per unitat central de processament
En un ordinador que suporta memòria virtual, el terme adreça física s'utilitza principalment per diferenciar-lo d'una adreça virtual. En particular, en ordinadors que utilitzen una unitat de gestió de memòria (MMU) per traduir adreces de memòria, les adreces virtuals i físiques es refereixen a una adreça abans i després de la traducció realitzada per la MMU, respectivament.

### Adreçament no alineat
Depenent de la seva arquitectura d'ordinador subjacent, el rendiment d'un ordinador es pot veure obstaculitzat per l'accés no alineat a la memòria. Per exemple, un ordinador de 16 bits amb un bus de dades de memòria de 16 bits, com Intel 8086, generalment té menys sobrecàrrega si l'accés s'alinea a una adreça parell. En aquest cas, obtenir un valor de 16 bits requereix una única operació de lectura de memòria, una única transferència a través d'un bus de dades.
Si el valor de dades de 16 bits comença en una adreça estranya, és possible que el processador hagi de realitzar dos cicles de lectura de memòria per carregar-hi el valor, és a dir, un per a l'adreça baixa (tirant-ne la meitat) i després un segon cicle de lectura per carregueu l'adreça alta (tirant de nou la meitat de les dades recuperades). En alguns processadors, com els processadors Motorola 68000 i Motorola 68010, i els processadors SPARC, els accessos a la memòria no alineats donaran lloc a una excepció (generalment resulta en una excepció de programari, com ara SIGBUS de POSIX).

## Ús per altres dispositius
La funció d'accés directe a la memòria (DMA) permet que altres dispositius de la placa base, a més de la CPU, abordin la memòria principal. Per tant, aquests dispositius també han de tenir un coneixement de les adreces físiques.